# Tây Chu Uy công
Tây Chu Uy công (chữ Hán: 西周威公; ? - 367 TCN), tên thật là Cơ Táo (姬灶), con của Tây Chu Hoàn công và là vị quân chủ thứ hai của nước Tây Chu thời Chiến Quốc trong lịch sử Trung Quốc. Thời kỳ trị vì của ông kéo dài đến 47 năm bắt đầu từ năm 414 TCN đến năm 367 TCN.
Năm Chu Hiển Vương thứ hai (367 TCN), Tây Chu Uy công mất, thế tử Cơ Triêu kế vị hiệu là Huệ công, nhưng bị con thứ Uy công là công tử Cơ Căn tranh giành ngôi vị. Cơ Căn chạy ra đất Củng  được hai nước chư hầu là Hàn và Triệu ủng hộ, tự xưng là Đông Chu Huệ công.
Thế là nước Chu nhỏ bé bị chia cắt làm hai phần song song tồn tại, để không nhầm lẫn giữa hai nước Chu này các sử gia hậu thế gọi nước Chu của con cháu trực hệ Cơ Yết là Tây Chu quân còn nước Chu của nhánh thứ Cơ Căn thì xưng là Đông Chu quân. Riêng Chu thiên tử vẫn ở nhờ đất của Tây Chu công Cơ Triêu.